# Jöel Scherk
Jöel Scherk (Francia, 27 de mayo de 1946-16 de mayo de 1980) fue un físico teórico, matemático y profesor francés.
Considerado como uno de los creadores e impulsores de la Teoría de Cuerdas en colaboración con John Henry Schwarz, además colaboró en el estudio de la supergravedad.
Jöel Scherk estudió en Escuela Normal Superior de París donde junto a André Neveu investigaron sobre las interacciones correctivas electromagnéticas y de final de estado a desintegración de kaones aleptónicos bajo la supervisión de Claude Bouchiat y Philippe Meyer consiguiendo así en 1969 un doctorado.
Siendo contratado por el Centro Nacional para la Investigación Científica de Francia se dirigió a la Universidad de Princeton en Estados Unidos. En ese mismo año, Scherk mostró junto a André Neveu sus conclusiones en relación con la Teoría de cuerdas bosónica a John Schwarz, dando lugar a una reunión de la cual surgió un proyecto común al que se unió David Gross (colaborador actual de John Schwarz) debido a la similitud de sus investigaciones.
El 16 de mayo de 1980, Jöel Scherk murió a causa de su diabetes.

## Acontecimientos

### Teoría cuántica de la gravedad
En 1974, John Schwarz y Jöel Scherk se dieron cuenta de que la teoría de cuerdas que habían creado no podía competir con el QCD (Cromo Dinámica Cuántica) para explicar las interacciones fuertes, pero podían tratarla como una teoría cuántica de la gravedad. Publicando de esta forma, un artículo en el que demostraban que una teoría basada en objetos unidimensionales o "cuerdas" en lugar de partículas puntuales podía describir la fuerza gravitatoria hallando la primera expresión de la Teoría de cuerdas. Convirtiéndola en una Teoría del todo en vez de  una teoría nuclear pero a pesar de ello, estas ideas no tuvieron gran relevancia hasta la Primera revolución de supercuerdas en 1984.

### Supergravedad
En 1978, junto a Eugène Cremmer y Bernard Julia se dieron cuenta de que la Supergravedad no solo recogía 7 dimensiones, sino un espacio-tiempo de 11 dimensiones, 10 espaciales y una temporal, lo cual es uno de los pilares básicos de la Teoría M.